# مولمرسونده
مولمرسونده (به آلمانی: Molmerswende) یک منطقهٔ مسکونی در آلمان است که در مانزفیلد واقع شده‌است. مولمرسونده ۲۵۶ نفر جمعیت دارد.